# U-83 (tàu ngầm Đức) (1940)
U-83 là một tàu ngầm tấn công  Lớp Type VII thuộc phân lớp Type VIIB được Hải quân Đức Quốc Xã chế tạo trong Chiến tranh Thế giới thứ hai. Nhập biên chế năm 1941, nó đã thực hiện được tổng cộng mười hai chuyến tuần tra, đánh chìm được năm tàu buôn tổng tải trọng 8.425 GRT và một tàu chiến phụ trợ tải trọng 96 GRT, đồng thời gây hư hại cho một tàu buôn cùng một tàu chiến phụ trợ khác. Trong chuyến tuần tra cuối cùng tại Địa Trung Hải, U-73 bị một máy bay tuần tra Hudson thuộc Liên đội 500 Không quân Hoàng gia Anh đánh chìm về phía Đông Nam Cartagena, Tây Ban Nha vào ngày 4 tháng 3, 1943.

## Thiết kế và chế tạo

### Thiết kế
Phân lớp VIIB của Tàu ngầm Type VII là một phiên bản VIIA được mở rộng. Chúng có trọng lượng choán nước 753 t (741 tấn Anh) khi nổi và 857 t (843 tấn Anh) khi lặn). Con tàu có chiều dài chung 66,50 m (218 ft 2 in), lớp vỏ trong chịu áp lực dài 48,80 m (160 ft 1 in), mạn tàu rộng 6,20 m (20 ft 4 in), chiều cao 9,50 m (31 ft 2 in) và mớn nước 4,74 m (15 ft 7 in).
Chúng trang bị hai động cơ diesel Germaniawerft F46 6-xy lanh 4 thì, tổng công suất 2.800–3.200 PS (2.100–2.400 kW; 2.800–3.200 bhp), dẫn động hai trục chân vịt đường kính 1,23 m (4,0 ft), cho phép đạt tốc độ tối đa 17,9 kn (33,2 km/h), và tầm hoạt động tối đa 8.700 nmi (16.100 km) khi đi tốc độ đường trường 10 kn (19 km/h). Khi đi ngầm dưới nước, chúng sử dụng hai động cơ/máy phát điện AEG GU 460/8-276 tổng công suất 750 PS (550 kW; 740 shp). Tốc độ tối đa khi lặn là 8 kn (15 km/h), và tầm hoạt động 90 nmi (170 km) ở tốc độ 4 kn (7,4 km/h). Con tàu có khả năng lặn sâu đến 230 m (750 ft).
Khác biệt với mọi chiếc khác thuộc Phân lớp VIIB, U-83 chỉ được trang bị bốn ống phóng ngư lôi 53,3 cm (21 in) trước mũi, và chỉ mang theo 12 thay vì 14 quả ngư lôi; thay cho ngư lôi nó sẽ mang được tối đa 22 quả thủy lôi TMA, hoặc 33 quả TMB. Tàu ngầm Type VIIB bố trí một hải pháo 8,8 cm SK C/35 cùng một pháo phòng không 2 cm (0,79 in) trên boong tàu. Thủy thủ đoàn bao gồm 4 sĩ quan và 40-56 thủy thủ.

### Chế tạo
U-83 được đặt hàng vào ngày 9 tháng 6, 1938, và được đặt lườn tại xưởng tàu của hãng Flender Werke tại Lübeck vào ngày 5 tháng 10, 1939. Nó được hạ thủy vào ngày 9 tháng 12, 1940, và nhập biên chế cùng Hải quân Đức Quốc Xã vào ngày 8 tháng 2, 1941 dưới quyền chỉ huy của Hạm trưởng, Đại úy Hải quân Hans-Werner Kraus.

## Lịch sử hoạt động

### 1941

#### Chuyến tuần tra thứ nhất
U-83 xuất phát từ Kiel vào ngày 26 tháng 7, 1941 cho chuyến tuần tra đầu tiên trong chiến tranh. Chiếc tàu ngầm đi vào Bắc Hải, rồi băng qua khe GIUK giữa các quần đảo Shetland và Faroe để tiến vào khu vực Bắc Đại Tây Dương về phía Tây Ireland. Tuy nhiên nó đã không đánh chìm được mục tiêu nào, nên kết thúc chuyến tuần tra và đi đến cảng Brest bên bờ biển Đại Tây Dương của Pháp đã bị Đức Quốc Xã chiếm đóng vào ngày 9 tháng 9.

#### Chuyến tuần tra thứ hai
Khởi hành từ Brest vào ngày 28 tháng 9 cho chuyến tuần tra thứ hai, U-83 hoạt động trong khu vực Trung tâm Đại Tây Dương về phía Tây Nam Ireland. Vào ngày 12 tháng 10, ở vùng biển phía Đông Bồ Đào Nha, nó đã ngăn chặn tàu buôn Bồ Đào Nha Corte Real để khám xét, phát hiện chiếc tàu buôn trung lập lại vận chuyển hàng trái phép đi Canada và Australia, nên đã ra lệnh cho hành khách và thủy thủ bỏ tàu trước khi đánh chìm Corte Real bằng hải pháo và ngư lôi. Đến ngày 26 tháng 10 nó phóng ngư lôi tấn công và gây hư hại chiếc tàu buôn trang bị máy phóng Anh HMS Ariguani. U-83 kết thúc chuyến tuần tra và quay trở về căn cứ Brest vào ngày 31 tháng 10.

#### Chuyến tuần tra thứ ba
Xuất phát từ Brest, Pháp vào ngày 11 tháng 12 cho chuyến tuần tra thứ ba, U-83 được lệnh xâm nhập qua eo biển Gibraltar để đánh phá tàu bè Đồng Minh trong Địa Trung Hải. Sau khi băng qua vùng eo biển được đối phương tuần tra dày đặc thành công vào ngày 18 tháng 12, nó đi đến căn cứ hoạt động mới tại cảng Messina trên đảo Sicilia, Ý vào ngày 23 tháng 12.

#### Chuyến tuần tra thứ tư
Khởi hành từ Messina vào ngày 25 tháng 12 cho chuyến tuần tra thứ tư, U-83 hoạt động tại khu vực Đông Địa Trung Hải dọc bờ biển Libya. Nó tìm cách tấn công một đoàn tàu vận tải vào ngày 28 tháng 12, nhưng bị các tàu hộ tống phản công, và bị hư hại đến mức phải hủy bỏ chuyến tuần tra và đi đến căn cứ tại đảo Salamis, Hy Lạp để sửa chữa, đến nơi vào ngày 30 tháng 12.

### 1942
U-83 được điều sang Chi hạm đội U-boat 23 từ ngày 1 tháng 1, 1942.

#### Chuyến tuần tra thứ năm
Trong chuyến tuần tra thứ năm kéo dài từ ngày 12 tháng 2 đến ngày 24 tháng 2, cùng xuất phát và kết thúc tại đảo Salamis, U-83 đã hoạt động tại khu vực Đông Địa Trung Hải dọc bờ biển Libya và Ai Cập, nhưng nó đã không đánh chìm được mục tiêu nào.

#### Chuyến tuần tra thứ sáu
U-83 khởi hành từ Salamis vào ngày 10 tháng 3 cho chuyến tuần tra thứ sáu; nó hoạt động tại khu vực Đông Địa Trung Hải dọc bờ biển Libya. Vào ngày 17 tháng 3, một trong số ba quả ngư lôi phóng ra đã đánh trúng tàu buôn Anh Crista khiến mục tiêu bốc cháy, buộc thủy thủ đoàn phải bỏ tàu. Bảy thủ thủy đã thiệt mạng, nhưng 32 người khác còn sống sót và được cứu vớt. Hỏa hoạn được dập tắt vào ngày hôm sau và Crista được kéo về cảng và sửa chữa. U-83 quay trở lại Salamis vào ngày 21 tháng 3.

#### Chuyến tuần tra thứ bảy
Sau khi chuyển căn cứ từ Salamis đến La Spezia, Ý vào ngày 28 tháng 3, U-83 lên đường vào ngày 5 tháng 4 cho chuyến tuần tra thứ bảy. Nó hoạt động tại khu vực Đông Địa Trung Hải dọc bờ biển Libya và Ai Cập, nhưng không đánh chìm được mục tiêu nào. U-83 quay trở lại căn cứ tạo đảo Salamis vào ngày 30 tháng 5.

#### Chuyến tuần tra thứ tám
U-83 khởi hành từ đảo Salamis vào ngày 4 tháng 6 cho chuyến tuần tra thứ tám; nó hoạt động tại khu vực Đông Địa Trung Hải dọc bờ biển Lãnh thổ Ủy trị Palestine. Vào sáng sớm ngày 8 tháng 6, U-83 đã đánh chìm tàu buôn Ai Cập Said 231 GRT bằng hải pháo sau khi hai quả ngư lôi phóng ra không trúng đích; đến chiều tối cùng ngày hôm đó nó đánh chìm thuyền buồm Palestine Esther, rồi sang ngày hôm sau 9 tháng 6, nó tiếp tục đánh chìm thuyền buồm Palestine Typhoon. Đến ngày 13 tháng 6, U-83 phát hiện tàu Q-ship Anh HMS Farouk 96 GRT ngoài khơi El Mina, Li băng, và đã tấn công bằng hải pháo từ khoảng cách 9 km, khiến mục tiêu bốc cháy và đắm; chín người trong số 18 thành viên thủy thủ đoàn đã thiệt mạng. U-83 kết thúc chuyến tuần tra và đi đến căn cứ La Spezia vào ngày 20 tháng 6.

#### Chuyến tuần tra thứ chín
U-83 xuất phát vào ngày 6 tháng 8 từ cảng La Spezia cho chuyến tuần tra thứ chín để hoạt động tại khu vực Đông Địa Trung Hải ngoài khơi Ai Cập. Lúc 14 giờ 08 phút ngày 17 tháng 8, nó phóng bốn quả ngư lôi tấn công tàu chở quân Canada Princess Marguerite. Hai quả ngư lôi trúng đích đã khiến mục tiêu đắm ở vị trí về phía Đông Bắc Port Said, Ai Cập, khiến năm thủy thủ cùng 53 binh lính thiệt mạng. U-83 kết thúc chuyến tuần tra và đi đến cảng Salamis vào ngày 20 tháng 8.

#### Chuyến tuần tra thứ mười
Sau khi chuyển căn cứ từ Salamis đến La Spezia vào ngày 4 tháng 9, U-83 lên đường từ cảng Ý này vào ngày 21 tháng 11 cho chuyến tuần tra thứ mười. Chiếc tàu ngầm hoạt động dọc theo bờ biển Tây Nam của Tây Ban Nha, ngoài khơi Murcia và Valencia, nhưng không tìm thấy mục tiêu nào phù hợp. U-83 kết thúc chuyến tuần tra và quay trở về La Spezia vào ngày 17 tháng 12.

### 1943

#### Chuyến tuần tra thứ mười một
Lại xuất phát từ căn cứ La Spezia vào ngày 12 tháng 1, 1943 cho chuyến tuần tra thứ mười một, U-83 hoạt động ngoài khơi bờ biển Bắc Phi giữa Oran và Algiers. Tuy nhiên nó tiếp tục không đánh chìm được mục tiêu nào, và quay trở về căn cứ vào ngày 31 tháng 1.

#### Chuyến tuần tra thứ mười hai - Bị mất
U-83 khởi hành từ căn cứ La Spezia vào ngày 1 tháng 3 cho chuyến tuần tra thứ mười hai, cũng là chuyến cuối cùng. Trong Địa Trung Hải vào ngày 4 tháng 3, nó bị một máy bay tuần tra Hudson thuộc Liên đội 500 Không quân Hoàng gia Anh phát hiện ở vị trí về phía Đông Nam Cartagena, Tây Ban Nha. Chiếc Hudson đã thả ba quả mìn sâu tấn công, đánh chìm U-83 tại tọa độ 37°10′B 00°05′Đ / 37,167°B 0,083°Đ. Toàn bộ 50 thành viên thủy thủ đoàn trên tàu đều tử trận. 

### "Bầy sói" tham gia
U-83 từng tham gia ba bầy sói
- Bosemüller (28 tháng 8 - 2 tháng 9, 1941)
- Seewolf (2 – 7 tháng 9, 1941)
- Breslau (2 – 29 tháng 10, 1941)

### Tóm tắt chiến công
U-83 đã đánh chìm được năm tàu buôn tổng tải trọng 8.425 GRT và một tàu chiến phụ trợ tải trọng 96 GRT, đồng thời gây hư hại cho một tàu buôn cùng một tàu chiến phụ trợ khác:
| Ngày              | Tên tàu             | Quốc tịch              | Tải trọng | Số phận      |
| ----------------- | ------------------- | ---------------------- | --------- | ------------ |
| 12 tháng 10, 1941 | Corte Real          | Bồ Đào Nha             | 2.044     | Bị đánh chìm |
| 26 tháng 10, 1941 | HMS Ariguani        | Hải quân Hoàng gia Anh | 6.746     | Bị hư hại    |
| 17 tháng 3, 1942  | Crista              | Anh Quốc               | 2.590     | Bị hư hại    |
| 8 tháng 6, 1942   | Esther              | Palestine              | 100       | Bị đánh chìm |
| 8 tháng 6, 1942   | Said                | Ai Cập                 | 231       | Bị đánh chìm |
| 9 tháng 6, 1942   | Typhoon             | Palestine              | 175       | Bị đánh chìm |
| 13 tháng 6, 1942  | HMS Farouk          | Hải quân Hoàng gia Anh | 96        | Bị đánh chìm |
| 17 tháng 8, 1942  | Princess Marguerite | Canada                 | 5.875     | Bị đánh chìm |